# Agrilus fallax
Agrilus fallax es una especie de insecto del género Agrilus, familia Buprestidae, orden Coleoptera. Fue descrita científicamente por Thomas Say en 1833.
Se encuentra en el este de Estados Unidos hasta Nueva México. La larva se alimenta de Acer, Celtis, Cornus.